# Laspeyria flexularia
Laspeyria flexularia är en fjärilsart som beskrevs av Jacob Hübner 1778. Laspeyria flexularia ingår i släktet Laspeyria och familjen nattflyn. Inga underarter finns listade i Catalogue of Life.